# Konjugált gradiens módszer

A gradiens módszer megfelelő lépésközeinek (zöld) és a konjugált gradiens módszer (piros) minimalizáló formuláinak összehasonlítása. A konjugált gradiens módszer legfeljebb n lépésben konvergál a minimumhoz, ahol n a mátrix dimenziója (itt n=2)

A matematikában a konjugált gradiens módszer bizonyos, szimmetrikus és pozitív definit mátrixszal rendelkező lineáris egyenletrendszerek numerikus megoldására szolgáló algoritmus. A konjugált gradiens módszer egy iterációs módszer, mely alkalmazható olyan rendszerek kezelésére is, melyek túl nagyok ahhoz, hogy direkt módon Cholesky-felbontással megoldhatók legyenek. Ezek főként parciális differenciálegyenletek megoldásakor merülnek fel.
A konjugált gradiens módszer használható olyan optimalizációs problémák megoldására is, mint például az energiaminimalizáció.
A bikonjugált gradiens módszer a fenti módszer általánosítása nemszimmetrikus mátrixokra.
A nemlineáris egyenletrendszerek minimumának meghatározására többféle nemlineáris konjugált gradiens módszer létezik.

## A módszer leírása
Adott a következő lineáris egyenletrendszer
Ax = b
ahol A egy valós, szimmetrikus (ha AT = A), pozitív definit, n×n-es mátrix.
Jelöljük az egyenletrendszer egyedüli megoldását x*-gal.

### A konjugált gradiens módszer mint direkt módszer
Vegyünk két nem-zéró vektort, u-t és v-t, melyek egymás konjugáltjai, ha
{\displaystyle \mathbf {u} ^{\mathrm {T} }\mathbf {A} \mathbf {v} =\mathbf {0} .}
Mivel A szimmetrikus és pozitív definit, a bal oldalt belső szorzatként definiálhatjuk
{\displaystyle \langle \mathbf {u} ,\mathbf {v} \rangle _{\mathbf {A} }:=\langle \mathbf {A} ^{\mathrm {T} }\mathbf {u} ,\mathbf {v} \rangle =\langle \mathbf {A} \mathbf {u} ,\mathbf {v} \rangle =\langle \mathbf {u} ,\mathbf {A} \mathbf {v} \rangle =\mathbf {u} ^{\mathrm {T} }\mathbf {A} \mathbf {v} .}
Két vektor konjugált, ha ortogonálisak, és a belső szorzatukra fennáll a fenti összefüggés. A konjugált tulajdonság szimmetrikus reláció: ha u konjugálja v, akkor v konjugáltja u.
Tegyük fel, hogy {pk} n db kölcsönösen konjugált vektorokból képzett sorozat. Ekkor pk bázist alkot Rn felett, so így ebben a bázisban az x* megoldást kiterjeszthetjük:
{\displaystyle \mathbf {x} _{*}=\sum _{i=1}^{n}\alpha _{i}\mathbf {p} _{i}}
A koefficiens a következőképpen adódik:
{\displaystyle \mathbf {b} =\mathbf {A} \mathbf {x} _{*}=\sum _{i=1}^{n}\alpha _{i}\mathbf {A} \mathbf {p} _{i}.}
{\displaystyle \mathbf {p} _{k}^{\mathrm {T} }\mathbf {b} =\mathbf {p} _{k}^{\mathrm {T} }\mathbf {A} \mathbf {x} _{*}=\sum _{i=1}^{n}\alpha _{i}\mathbf {p} _{k}^{\mathrm {T} }\mathbf {A} \mathbf {p} _{i}=\alpha _{k}\mathbf {p} _{k}^{\mathrm {T} }\mathbf {A} \mathbf {p} _{k}.}
{\displaystyle \alpha _{k}={\frac {\mathbf {p} _{k}^{\mathrm {T} }\mathbf {b} }{\mathbf {p} _{k}^{\mathrm {T} }\mathbf {A} \mathbf {p} _{k}}}={\frac {\langle \mathbf {p} _{k},\mathbf {b} \rangle }{\,\,\,\langle \mathbf {p} _{k},\mathbf {p} _{k}\rangle _{\mathbf {A} }}}={\frac {\langle \mathbf {p} _{k},\mathbf {b} \rangle }{\,\,\,\|\mathbf {p} _{k}\|_{\mathbf {A} }^{2}}}.}
Ez az eredmény egy valószínűség, mely eleget tesz a fenti belső szorzat kritériumának.
Ez a következő módszert szolgáltatja az Ax = b egyenlet megoldására. Először megkeressük az n db konjugált vektor sorozatát, majd kiszámítjuk αk koefficienseket.

### A konjugált gradiens módszer mint iterációs módszer
Ha megfelelően választjuk meg pk-t, nincs szükség az összes koefficiens kiszámítására, hogy jó közelítéssel megadjuk x*-t.Tehát ez esetben a konjugált gradiens módszert, mint iterációs módszert alkalmazzuk. Ez lehetővé teszi olyan egyenletrendszerek megoldását, melyeknél n túl nagy, és ezért direkt megoldásuk túl sok időt venne igénybe.
Az x* első közelítését jelöljük x0–lal. Tegyük fel, hogy x0 = 0. Az x0-lal kezdve a megoldást keressük, és minden iterációs lépésben szükségünk van egy olyan mutatóra, mely megadja, mennyire jutottunk közel x*-hoz. A mutató onnan adódik, hogy x* szintén egy négyzetes függvény minimum helye, vagyis ha f(x) egyre kisebb, akkor egyre közelebb jutunk x* értékéhez:
{\displaystyle f(\mathbf {x} )={\frac {1}{2}}\mathbf {x} ^{\mathrm {T} }\mathbf {A} \mathbf {x} -\mathbf {b} ^{\mathrm {T} }\mathbf {x} ,\quad \mathbf {x} \in \mathbf {R} ^{n}.}
Ez a képlet sugallja, hogy a p1 bázisvektor az f függvény gradiense az x = x0 helyen, és p1 egyenlő Ax0‒b. Ha x0 = 0, akkor p1 = ‒b. A többi bázisvektor a gradiens konjugáltja, ennélfogva ezt a módszert konjugált gradiens módszernek nevezzük.
Legyen rk a k-adik lépés maradéka:
{\displaystyle \mathbf {r} _{k}=\mathbf {b} -\mathbf {Ax} _{k}.\,}
Mivel rk az f függvény negatív gradiense az x = xk helyen, ezért a gradiens módszer abból állna, hogy módosítsa rk irányát. Itt feltesszük, hogy pk irányai egymás konjugáltjai, így azt az irányt választjuk, amely legközelebb esik rk –hoz. Ez a következő kifejezéshez vezet:
{\displaystyle \mathbf {p} _{k+1}=\mathbf {r} _{k}-\sum _{i\leq k}{\frac {\mathbf {p} _{i}^{\mathrm {T} }\mathbf {A} \mathbf {r} _{k}}{\mathbf {p} _{i}^{\mathrm {T} }\mathbf {A} \mathbf {p} _{i}}}\mathbf {p} _{i}}

### A megoldó algoritmus
Néhány egyszerűsítés, a következő algoritmusra vezet Ax = b megoldásában. A kezdő x0 vektor lehet egy megoldáshoz közeli szám, avagy nulla.
{\displaystyle \mathbf {r} _{0}:=\mathbf {b} -\mathbf {Ax} _{0}\,}
{\displaystyle \mathbf {p} _{0}:=\mathbf {r} _{0}\,}
{\displaystyle k:=0\,}
ismétlés
{\displaystyle \alpha _{k}:={\frac {\mathbf {r} _{k}^{\mathrm {T} }\mathbf {r} _{k}}{\mathbf {p} _{k}^{\mathrm {T} }\mathbf {Ap} _{k}}}\,}
{\displaystyle \mathbf {x} _{k+1}:=\mathbf {x} _{k}+\alpha _{k}\mathbf {p} _{k}\,}
{\displaystyle \mathbf {r} _{k+1}:=\mathbf {r} _{k}-\alpha _{k}\mathbf {Ap} _{k}\,}
ha rk+1 elegendően kicsiny akkor fejezze be a ciklust vége ha
{\displaystyle \beta _{k}:={\frac {\mathbf {r} _{k+1}^{\mathrm {T} }\mathbf {r} _{k+1}}{\mathbf {r} _{k}^{\mathrm {T} }\mathbf {r} _{k}}}\,}
{\displaystyle \mathbf {p} _{k+1}:=\mathbf {r} _{k+1}+\beta _{k}\mathbf {p} _{k}\,}
{\displaystyle k:=k+1\,}
vége ismétlés
Az eredmény: xk+1

### Példa kód a konjugált gradiens módszerreOctaveprogramnyelvben
```
function
 
[x]
 
=
 
conjgrad
(
A,b,x0
)

   
r
 
=
 
b
 
-
 
A
*
x0
;

   
w
 
=
 
-
r
;

   
z
 
=
 
A
*
w
;

   
a
 
=
 
(
r
'*
w
)
/
(
w
'*
z
);

   
x
 
=
 
x0
 
+
 
a
*
w
;

   
B
 
=
 
0
;

   
for
 
i
 
=
 
1
:
size
(
A
)(
1
);

      
r
 
=
 
r
 
-
 
a
*
z
;

      
if
(
 
norm
(
r
)
 
<
 
1e-10
 
)

           
break
;

      
end
 
if

      
B
 
=
 
(
r
'*
z
)
/
(
w
'*
z
);

      
w
 
=
 
-
r
 
+
 
B
*
w
;

      
z
 
=
 
A
*
w
;

      
a
 
=
 
(
r
'*
w
)
/
(
w
'*
z
);

      
x
 
=
 
x
 
+
 
a
*
w
;

   
end

end

```

### A konjugált gradiens módszer előfeltétel megadásával
Néhány esetben a gyors konvergencia eléréséhez szükség van előfeltétel megadására. A konjugált gradiens módszer ez esetben a következő formában adható meg:
{\displaystyle \mathbf {r} _{0}:=\mathbf {b} -\mathbf {Ax} _{0}}
{\displaystyle \mathbf {z} _{0}:=\mathbf {M} ^{-1}\mathbf {r} _{0}}
{\displaystyle \mathbf {p} _{0}:=\mathbf {z} _{0}}
{\displaystyle k:=0\,}
ismétlés
{\displaystyle \alpha _{k}:={\frac {\mathbf {r} _{k}^{\mathrm {T} }\mathbf {z} _{k}}{\mathbf {p} _{k}^{\mathrm {T} }\mathbf {Ap} _{k}}}}
{\displaystyle \mathbf {x} _{k+1}:=\mathbf {x} _{k}+\alpha _{k}\mathbf {p} _{k}}
{\displaystyle \mathbf {r} _{k+1}:=\mathbf {r} _{k}-\alpha _{k}\mathbf {Ap} _{k}}
ha rk+1 elegendően kicsiny akkor fejezze be a ciklust vége ha
{\displaystyle \mathbf {z} _{k+1}:=\mathbf {M} ^{-1}\mathbf {r} _{k+1}}
{\displaystyle \beta _{k}:={\frac {\mathbf {r} _{k+1}^{\mathrm {T} }\mathbf {z} _{k+1}}{\mathbf {r} _{k}^{\mathrm {T} }\mathbf {z} _{k}}}}
{\displaystyle \mathbf {p} _{k+1}:=\mathbf {z} _{k+1}+\beta _{k}\mathbf {p} _{k}}
{\displaystyle k:=k+1\,}
vége ismétlés
Az eredmény xk+1
A fenti formulákban M az előfeltétel, és ez is szimmetrikus és pozitív definit. Ez ekvivalens az előfeltétel nélküli konjugált gradiens módszerrel, abban az esetben, ha érvényesül:
{\displaystyle \mathbf {E} ^{-1}\mathbf {A} \mathbf {E} ^{-\mathrm {T} }\mathbf {\hat {x}} =\mathbf {E} ^{-1}\mathbf {b} },
ahol
{\displaystyle \mathbf {EE} ^{\mathrm {T} }=\mathbf {M} }
{\displaystyle \mathbf {\hat {x}} =\mathbf {E} ^{\mathrm {T} }\mathbf {x} }